# Tæppegræs (art)
Tæppegræs (Catabrosa aquatica), eller dynd-tæppegræs, er en græsart, som vokser på fugtig bund og ud langs bredden af damme og vandløb. Den findes spredt i alle dele af Danmark.

## Kendetegn
Tæppegræs er en flerårig, urteagtig plante med en tæppedannende, opstigende vækst. Stænglerne er hårløse og runde i tværsnit. Bladene sidder spredt, og de er linjeformede og flade med bådformet spids og hel rand. Oversiden er lyst græsgrøn, mens undersiden er en smule lysere. Blomstringen foregår i juni-juli, hvor man finder blomsterne samlet i småaks, som tilsammen danner en endestillet top. De enkelte blomster er 3-tallige og reducerede, som det er almindeligt i græs-familien. Frugterne er små nødder ("korn").
Rodsystemet består af krybende jordstængler, som bærer både overjordiske stængler og grove trævlede rødder fra knæene. Udløbere i jordkontakt eller under vand udvikler ligeledes rødder fra knæene.
Planten når ca. 30 cm i højden, men 100 cm eller mere i bredden.

## Hjemsted
Tæppegræs har sin naturlige udbredelse i Nordafrika, Mellemøsten, Kaukasus, Nordamerika (Grønland og Alaska) og det meste af Europa. I Danmark findes den hist og her. Arten er knyttet til lysåbne voksesteder med vedvarende fugtighed og lejlighedsvis oversvømmelse. Jordbunden skal helst være leret, neutral og næringsrig. I den næringsrige Kastbjerg Mose nær Aarhus findes en bredvegetation på næringsrig bund, hvor arten ved Kærby Mølle vokser sammen med bl.a. byskræppe, kærdueurt, kærfladstjerne, kødfarvet gøgeurt, lancetbladet ærenpris, liden vandarve, lægebaldrian og risdueurt

## Galleri
|  |  |
|  |  |

## Note
1. ↑  Naturstyrelsen: Forundersøgelse for vådområdeprojekt ved Kastbjerg Å - gennemgang af områdets vegetation